# Vụ nổ khí đốt Cao Hùng 2014

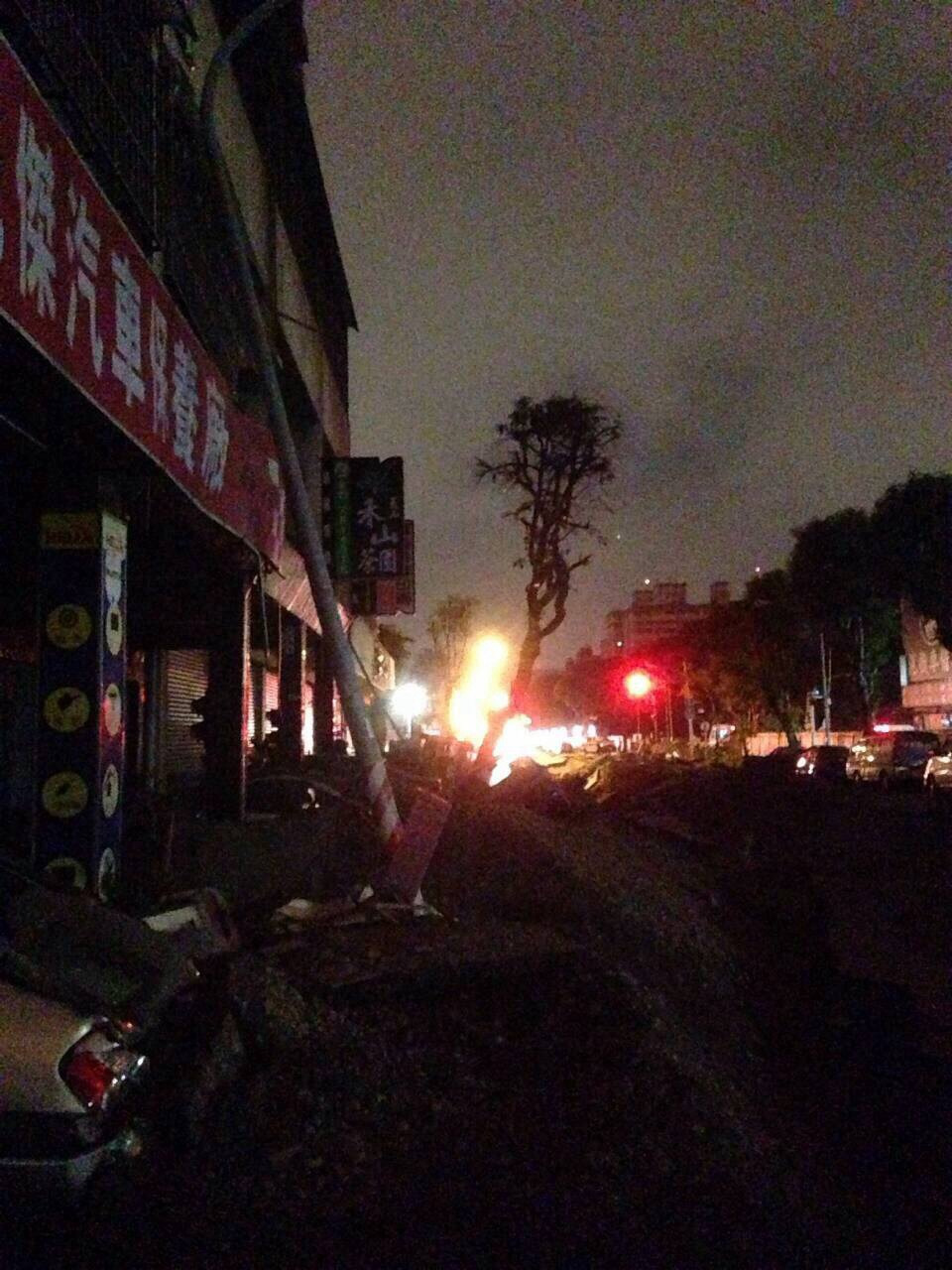
Hình ảnh đường phố sau vụ nổ ở Cao Hùng

Vụ nổ khí đốt tại Cao Hùng, Đài Loan (tiếng Trung: 2014年高雄氣爆事故; bính âm: 2014 Nián Gāoxióng Qìbào Shìgù) là một tại nạn về khí đốt do rò rỉ khí ga xảy ra tại quận Tiền Trấn và quận Linh Nhã ở thành phố Cao Hùng, miền Nam Đài Loan lúc 12h tối giờ địa phương làm nhiều người thương vong.

## Diễn biến
Theo lời các nhân chứng, khí đốt bắt đầu rò rỉ vào khoảng 21h tối 31 tháng 7 (giờ địa phương) và tạo thành một màn sương mù màu trắng bao quanh khu vực này. Sau đó, một loạt các tiếng nổ lớn liên tục phát ra tại một khu vực rộng chừng 2–3 km vuông vào lúc nửa đêm. Người dân mô tả vụ nổ giống như một trận động đất mạnh, trong đó ít nhất bốn khu vực cảm nhận được sự rung chuyển dữ dội.
Các con đường bị xé nát và các ô tô bị lật đổ đè lên nhau, gây ra mất điện trên diện rộng. Vụ nổ mạnh đến mức các xe máy và ô tô bị nhấc bổng lên. Một số xe ô tô và xác nạn nhân bị ném lên tấng 3 và 4 của các khu nhà cao tầng.
Một đường phố đã bị cắt làm đôi theo chiều dài, hố sâu tạo ra nuốt gọn một xe chữa cháy và các phương tiện giao thông khác. Đến sáng thứ sáu 1 tháng 8, hầu hết các đám cháy đã được dập tắt hoàn toàn hoặc tự tắt, nhưng vẫn có một số đám cháy còn duy trì.
Cơ quan phòng cháy chữa cháy Đài Loan cho biết, lực lượng cứu hỏa địa phương đã nhận được cuộc gọi về việc rò rỉ khí đốt tối thứ năm.

## Nạn nhân
Tai nạn xảy ra làm ít nhất 22 người thiệt mạng và 270 người bị thương.
Tại thời điểm xảy ra vụ nổ các nhân viên cứu hỏa đang làm việc, có 5 lính cứu hỏa nằm trong số 22 người thiệt mạng.Theo các nhân viên y tế, số lượng người thiệt mạng có thể sẽ tăng bởi rất nhiều người bị thương nặng.

## Ảnh hưởng
Vụ nổ gây ra một khe nứt lớn trên hai con đường chính là Kaisuan và Ersheng, phá hủy nhiều xe ô tô và gây ra đám cháy trong các tòa nhà gần đó.

## Nguyên nhân
Ông Chen Chu, thị trưởng thành phố Cao Hùng nói rằng, nguyên nhân vụ việc chưa được xác định rõ. Tuy nhiên, theo một số nguồn tin, vụ nổ bắt đầu từ hệ thống thoát nước của thành phố. Một số công ty hóa dầu có đường ống được xây dựng dọc theo hệ thống thoát nước này trên địa bàn huyện Chian-Chen.